# Amt Neustadt (Dosse)
Amt Neustadt (Dosse) är ett kommunalförbund (Amt) i Tyskland, beläget i sydvästra delen av Landkreis Ostprignitz-Ruppin i förbundslandet Brandenburg.   De ingående kommunerna utgörs av Breddin, Dreetz, staden Neustadt an der Dosse, Sieversdorf-Hohenofen, Stüdenitz-Schönermark och Zernitz-Lohm.  Administrativt säte är Neustadt.
Amtet har en sammanlagd befolkning på 7 959 invånare (2011).